# Vásárosmiske
Vásárosmiske is een plaats (község) en gemeente in het Hongaarse comitaat Vas. Vásárosmiske telt 390 inwoners (2001).